# Discographie de Robin Schulz

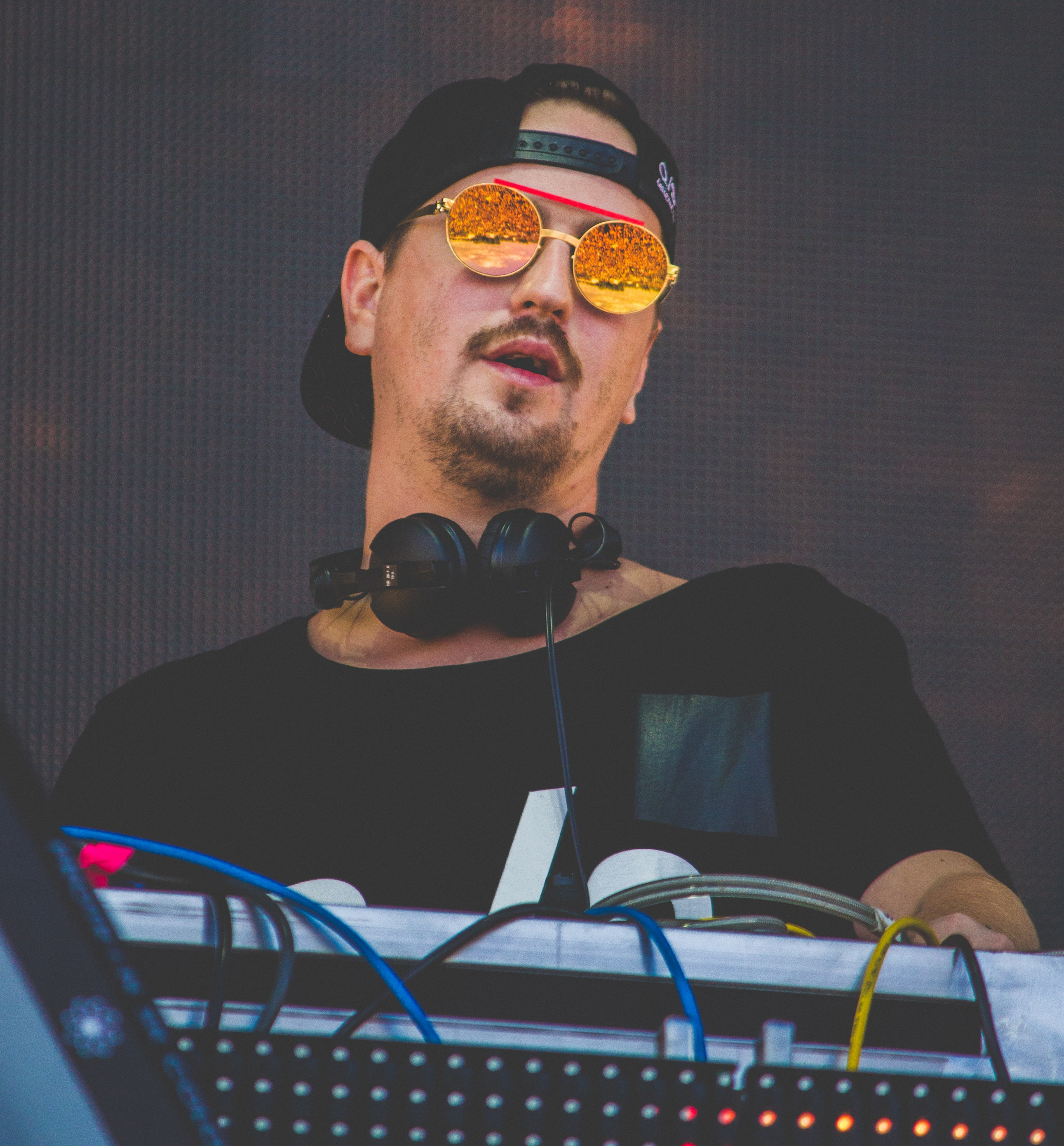
Robin Schulz (2017)

La discographie de Robin Schulz se compose de cinq albums studios.

## Albums studio
| Titre                                                                        | Détails                                                                                | Positions | Positions | Positions | Positions | Positions | Positions | Positions | Positions | Positions | Positions | Positions | Positions | Positions | Certifications                                                        |
| Titre                                                                        | Détails                                                                                | ALL       | AUS       | AUT       | BEL (FL)  | BEL (WAL) | DAN       | É-U       | É-U Dance | FRA       | NOR       | P-B       | SUE       | SUI       | Certifications                                                        |
| ---------------------------------------------------------------------------- | -------------------------------------------------------------------------------------- | --------- | --------- | --------- | --------- | --------- | --------- | --------- | --------- | --------- | --------- | --------- | --------- | --------- | --------------------------------------------------------------------- |
| Prayer                                                                       | - Sortie: 19 septembre 2014 - Label: Tonspiel, Warner - Format: CD, LP, téléchargement | 7         | 37        | 10        | 42        | 42        | 30        | 42        | 3         | 73        | 20        | 54        | 18        | 4         | - BVMI: Platine - BPI: Or - IFPI NOR: Or - IFPI SWI: Or - MC: Platine |
| Sugar                                                                        | - Sortie: 25 septembre 2015 - Label: Tonspiel, Warner - Format: CD, LP, téléchargement | 3         | 31        | 4         | 27        | 23        | 30        | 154       | 5         | 39        | 10        | 48        | 19        | 1         | - BVMI: Or - IFPI DEN: Or - MC: Or                                    |
| Uncovered                                                                    | - Sortie: 29 septembre 2017 - Label: Tonspiel, Warner - Format: CD, LP, téléchargement | 11        | —         | 19        | 92        | 50        | —         | —         | 12        | 92        | 37        | 89        | —         | 12        |                                                                       |
| IIII                                                                         | - Sortie: 26 février 2021 - Label: Tonspiel, Warner - Format: CD, LP, téléchargement   | 9         | —         | 29        | 47        | 78        | —         | —         | —         | 50        | 11        | 7         | —         | 9         |                                                                       |
| Pink                                                                         | - Sortie: 25 août 2023 - Label: Tonspiel, Warner - Format: CD, LP, téléchargement      | 27        | —         | 66        | —         | —         | —         | —         | —         | 179       | —         | —         | —         | 58        |                                                                       |
| "—" signifie que l'album n'est pas sorti ou ne s'est pas classé dans le pays |                                                                                        |           |           |           |           |           |           |           |           |           |           |           |           |           |                                                                       |

## Singles

### Artiste principal
| Titre                                                                                          | Année | Positions | Positions | Positions | Positions | Positions | Positions | Positions | Positions | Positions | Positions | Positions | Positions | Positions | Certifications | Album                              |
| Titre                                                                                          | Année | ALL       | AUS       | AUT       | BEL (FL)  | BEL (WAL) | DAN       | É-U       | FRA       | ITA       | P-B       | R-U       | SUE       | SUI       | Certifications | Album                              |
| ---------------------------------------------------------------------------------------------- | ----- | --------- | --------- | --------- | --------- | --------- | --------- | --------- | --------- | --------- | --------- | --------- | --------- | --------- | --- | ---------------------------------- |
| Rain                                                                                           | 2012  | —         | —         | —         | —         | —         | —         | —         | —         | —         | —         | —         | —         | —         | | Rain EP                            |
| Feeling                                                                                        | 2012  | —         | —         | —         | —         | —         | —         | —         | —         | —         | —         | —         | —         | —         | | Feeling EP                         |
| To You                                                                                         | 2012  | —         | —         | —         | —         | —         | —         | —         | —         | —         | —         | —         | —         | —         | |                                    |
| Stone                                                                                          | 2013  | —         | —         | —         | —         | —         | —         | —         | —         | —         | —         | —         | —         | —         | |                                    |
| Same                                                                                           | 2013  | —         | —         | —         | —         | —         | —         | —         | —         | —         | —         | —         | —         | —         | | Same EP                            |
| Waves (Robin Schulz remix) (de Mr. Probz)                                                      | 2014  | 1         | 3         | 1         | 1         | 2         | 3         | 14        | 3         | 2         | 5         | 1         | 1         | 1         | - BVMI: 5× Or - ARIA : 3× Platine - BPI : 2× Platine - FIMI : 4× Platine - IFPI AUT: Or - IFPI DEN: Or - IPFI SWE: 5× Platine - IFPI SWI: Platine - RIAA : 2× Platine - SNEP: Or | Prayer                             |
| Prayer in C (Robin Schulz remix) (avec Lilly Wood and the Prick)                               | 2014  | 1         | 7         | 1         | 1         | 1         | 1         | 23        | 1         | 1         | 1         | 1         | 1         | 1         | - BVMI: Diamant - ARIA: 2× Platine - BPI: 2× Platine - FIMI: 5× Platine - IFPI AUT: Platine - IFPI DEN: Or - RIAA: Platine - IPFI SWE: 3× Platine - IFPI SWI: 3× Platine         | Prayer                             |
| Willst Du (avec Alligatoah)                                                                    | 2014  | 35        | —         | 42        | —         | —         | —         | —         | —         | —         | —         | —         | —         | 47        | | Prayer                             |
| Sun Goes Down (featuring Jasmine Thompson)                                                     | 2014  | 2         | 7         | 3         | 6         | 8         | —         | —         | 15        | 62        | —         | 94        | 57        | 3         | - BVMI: 3× Or - ARIA: Platine - FIMI: Or - IFPI AUT: Or - IFPI SWI: Platine | Prayer                             |
| Headlights (featuring Ilsey)                                                                   | 2015  | 6         | 2         | 2         | 16        | 14        | 37        | —         | 30        | 17        | 33        | 96        | 17        | 7         | - BVMI: Platine - ARIA: Platine - FIMI: Platine - IFPI AUT: Or - IPFI SWE: Or - IFPI SWI: Or                                                                                     | Sugar                              |
| Sugar (featuring Francesco Yates)                                                              | 2015  | 1         | 3         | 1         | 10        | 3         | 22        | 44        | 2         | 3         | 6         | 21        | 9         | 1         | - BVMI: 2× Platine - ARIA: 2× Platine - BPI: Or - FIMI: 5× Platine - IFPI AUT: Or - IFPI SWI: 2× Platine - RIAA: Platine - SNEP: Or                                              | Sugar                              |
| Show me Love (avec J.U.D.G.E.)                                                                 | 2015  | 2         | —         | 4         | —         | 44        | —         | —         | —         | —         | —         | —         | —         | 12        | - BVMI: Platine - IFPI AUT: Or - IFPI SWI: Or | Sugar                              |
| Heatwave (featuring Akon)                                                                      | 2016  | 30        | —         | 24        | —         | —         | —         | —         | —         | —         | —         | —         | 29        | —         | - BVMI: Or - FIMI: Or | Sugar                              |
| Shed a Light (avec David Guetta featuring Cheat Codes)                                         | 2016  | 6         | 23        | 7         | —         | 26        | 35        | —         | 44        | 27        | 20        | 24        | 39        | 19        | - BVMI: Platine - BPI: Or - FIMI: 2× Platine - IFPI AUT: Or - SNEP: Or | Uncovered                          |
| OK (featuring James Blunt)                                                                     | 2017  | 2         | —         | 2         | 16        | 17        | —         | —         | 8         | 24        | 35        | —         | 10        | 2         | - BVMI: 2× Platine - FIMI: 3× Platine - IFPI AUT: Or - SNEP: Platine | Uncovered                          |
| I Believe I'm Fine (avec Hugel)                                                                | 2017  | 29        | —         | 26        | —         | —         | —         | —         | —         | —         | —         | —         | 92        | 88        | - BVMI: Or | Uncovered                          |
| Unforgettable (avec Marc Scibilia)                                                             | 2017  | 13        | —         | 31        | —         | —         | —         | —         | —         | —         | —         | —         | —         | 61        | - BVMI: Or - IFPI AUT: Or | Uncovered                          |
| Oh Child (avec Piso 21)                                                                        | 2018  | 19        | —         | 20        | —         | —         | —         | —         | —         | —         | —         | —         | —         | 84        | - BVMI: Or - IFPI AUT: Or | Uncovered                          |
| Right Now (vs. Nick Jonas)                                                                     | 2018  | 78        | —         | —         | —         | —         | —         | —         | —         | —         | —         | —         | —         | 72        | |                                    |
| Speechless (featuring Erika Sirola)                                                            | 2018  | 7         | —         | 8         | 13        | 19        | —         | —         | 11        | 68        | 24        | —         | —         | 9         | - BVMI: Or - FIMI: Platine - IFPI AUT: Platine - IFPI SWI: Platine - SNEP: Platine                                                                                               | IIII                               |
| All This Love (featuring Harlœ)                                                                | 2019  | 24        | —         | 32        | —         | —         | —         | —         | 96        | —         | —         | —         | —         | 28        | - BVMI: Or - IFPI AUT: Or | IIII                               |
| Rather Be Alone (avec Nick Martin & Sam Martin)                                                | 2019  | —         | —         | —         | —         | —         | —         | —         | —         | —         | —         | —         | —         | —         | | IIII                               |
| In Your Eyes (featuring Alida)                                                                 | 2020  | 5         | —         | 3         | 14        | 5         | —         | —         | 26        | —         | 15        | —         | 71        | 5         | - BVMI: Or - BEA: Platine - FIMI: Or - IFPI AUT: Platine - SNEP: Platine | IIII                               |
| Oxygen (avec Winona Oak)                                                                       | 2020  | —         | —         | —         | —         | —         | —         | —         | —         | —         | —         | —         | —         | 81        | |                                    |
| Alane (avec Wes)                                                                               | 2020  | 6         | —         | 3         | 14        | 5         | —         | —         | 6         | —         | 11        | —         | —         | 7         | - BVMI: Or - BEA: Or - IFPI AUT: Platine - SNEP: Or | IIII                               |
| All We Got (featuring Kiddo)                                                                   | 2020  | 5         | —         | 4         | 12        | 10        | —         | —         | 19        | —         | 5         | —         | 90        | 4         | - BVMI: Platine - BEA: Or - FIMI: Platine - IFPI AUT: Platine - SNEP: Platine | IIII                               |
| One More Time (avec Felix Jaehn featuring Alida)                                               | 2021  | 37        | —         | 49        | —         | —         | —         | —         | 190       | —         | —         | —         | —         | 68        | | IIII / Breathe                     |
| Somewhere Over the Rainbow (What a Wonderful World) (avec Alle Farben & Israel Kamakawiwoʻole) | 2021  | 82        | —         | —         | —         | 48        | —         | —         | 138       | —         | —         | —         | —         | —         | | Pink                               |
| Can't Buy Love (avec B-Case featuring Baby E)                                                  | 2021  | —         | —         | —         | —         | —         | —         | —         | —         | —         | —         | —         | —         | —         | |                                    |
| I Got a Feeling (avec Felix Jaehn featuring Georgia Ku)                                        | 2021  | —         | —         | —         | —         | —         | —         | —         | —         | —         | —         | —         | —         | —         | | Breathe                            |
| Young Right Now (avec Dennis Lloyd)                                                            | 2021  | 28        | —         | 44        | —         | —         | —         | —         | —         | —         | —         | —         | —         | 48        | - BVMI: Or - IFPI AUT: Platine - SNEP: Or | Pink                               |
| In Your Arms (For an Angel) (avec Topic & Nico Santos & Paul van Dyk)                          | 2022  | 36        | —         | —         | —         | —         | —         | —         | —         | —         | —         | —         | —         | 61        | - IFPI AUT: Platine |                                    |
| On Repeat (avec David Guetta)                                                                  | 2022  | —         | —         | —         | —         | —         | —         | —         | —         | —         | —         | —         | —         | —         | | Pink                               |
| AEIOU (avec Justin Quiles)                                                                     | 2022  | —         | —         | —         | —         | —         | —         | —         | —         | —         | —         | —         | —         | —         | |                                    |
| Sun Will Shine (avec Tom Walker)                                                               | 2022  | —         | —         | —         | —         | —         | —         | —         | —         | —         | —         | 79        | —         | —         | | Pink                               |
| Miss You (avec Oliver Tree)                                                                    | 2022  | 12        | 4         | 10        | 6         | 19        | 25        | 84        | 23        | 25        | 1         | 3         | 21        | 9         | - ARIA: 2x Platine - BPI: Platine - IFPI AUT: Platine - SNEP: Or | Alone in a Crowd                   |
| Rockstar Baby (featuring Mougleta)                                                             | 2022  | —         | —         | —         | —         | —         | —         | —         | —         | —         | —         | —         | —         | —         | |                                    |
| Sweet Goodbye                                                                                  | 2023  | —         | —         | —         | —         | —         | —         | —         | —         | —         | —         | —         | —         | —         | | Pink                               |
| Killer Queen (avec Fil Bo Riva)                                                                | 2023  | —         | —         | —         | —         | —         | —         | —         | —         | —         | —         | —         | —         | —         | | Pink                               |
| Smash My Heart                                                                                 | 2023  | —         | —         | —         | —         | —         | —         | —         | —         | —         | —         | —         | —         | —         | | Pink                               |
| Atlantis (avec Koppy)                                                                          | 2023  | —         | —         | —         | —         | —         | —         | —         | —         | —         | —         | —         | —         | —         | |                                    |
| Vorbei (avec RAF Camora & Montez featuring Dario Rodriguez)                                    | 2023  | 22        | —         | 13        | —         | —         | —         | —         | —         | —         | —         | —         | —         | 43        | | New Year's Eve Pink Setlist        |
| I'll Be There (avec Rita Ora & Tiago PZK)                                                      | 2023  | 52        | —         | —         | 28        | —         | —         | —         | —         | —         | —         | —         | —         | —         | | New Year's Eve Pink Setlist        |
| Fugazi (avec Koppy)                                                                            | 2023  | —         | —         | —         | —         | —         | —         | —         | —         | —         | —         | —         | —         | —         | |                                    |
| One by One (avec Topic featuring Oaks)                                                         | 2024  | —         | —         | —         | —         | —         | —         | —         | —         | —         | —         | —         | —         | —         | | New Year's Eve Silvester Party Mix |
| Crazy (avec Koppy)                                                                             | 2024  | —         | —         | —         | —         | —         | —         | —         | —         | —         | —         | —         | —         | —         | |                                    |
| All the Things She Said (avec Timmy Trumpet & Koppy)                                           | 2024  | —         | —         | —         | —         | —         | —         | —         | —         | —         | —         | —         | —         | —         | |                                    |
| Only Way Is Up (featuring Izzy Bizu)                                                           | 2024  | —         | —         | —         | 36        | —         | —         | —         | —         | —         | —         | —         | —         | —         | | New Year's Eve Silvester Party Mix |
| Upside Down (avec Joel Corry & Koppy)                                                          | 2024  | —         | —         | —         | —         | —         | —         | —         | —         | —         | —         | —         | —         | —         | |                                    |
| World Gone Wild (avec Cyril featuring Sam Martin)                                              | 2024  | —         | —         | —         | —         | —         | —         | —         | —         | —         | —         | —         | —         | —         | | New Year's Eve Silvester Party Mix |
| "—" signifie que le single n'est pas sorti ou ne s'est pas classé dans le pays                 |       |           |           |           |           |           |           |           |           |           |           |           |           |           | |                                    |

### Artiste invité
| Titre                                              | Année | Positions |
| Titre                                              | Année | SUI       |
| -------------------------------------------------- | ----- | --------- |
| Sun Is Shining (Bob Marley featuring Robin Schulz) | 2020  | 91        |

### Singles promotionnels
| Titre                   | Année | Positions | Positions | Positions | Album |
| Titre                   | Année | ALL       | FRA       | SUI       | Album |
| ----------------------- | ----- | --------- | --------- | --------- | ----- |
| Yellow (avec Disciples) | 2015  | 73        | 117       | 70        | Sugar |

### Remixes
- 2012 : Band of Horses - The Funeral (Robin Schulz Remix)
- 2012 : Makit - My Mistakes (Robin Schulz Remix)
- 2013 : Möwe - Blauer Tag (Robin Schulz Remix)
- 2013 : I am Frost - The Village (Robin Schulz Remix)
- 2013 : Toben - My Life (Robin Schulz Remix)
- 2013 : Parra for Cuva feat. Anna Naklab - Fading Nights (Robin Schulz Remix)
- 2013 : KlangTherapeuten - Perlentaucher (Robin Schulz Remix)
- 2013 : David K feat. Yo-C - In Love (Robin Schulz Remix)
- 2013 : Faul & Wad Ad vs. Pnau - Changes (Robin Schulz Remix)
- 2014 : Parra for Cuva feat. Anna Naklab & Mr. Gramo - Swept Away (Robin Schulz Remix)
- 2014 : Clean Bandit feat. Jess Glynne - Rather Be (Robin Schulz Remix)
- 2014 : Lykke Li - No Rest For The Wicked (Robin Schulz Remix)
- 2014 : Tom Thaler & Basil - Hier Mit Dir (Robin Schulz Remix)
- 2014 : Mr. Probz - Waves (Robin Schulz Remix)
- 2014 : Lilly Wood and the Prick - Prayer in C (Robin Schulz Remix)
- 2014 : Coldplay - A Sky Full of Stars (Robin Schulz Remix)
- 2014 : David Guetta feat. Sam Martin - Dangerous (Robin Schulz Remix)
- 2015 : Axwell Λ Ingrosso - Something New (Robin Schulz Remix)
- 2015 : Rudimental feat. Ed Sheeran - Lay It All on Me (Robin Schulz Remix)
- 2015 : Paul Kalkbrenner - Feed Your Head (Robin Schulz Remix)
- 2015 : David Guetta feat. Sia & Fetty Wap - Bang My Head (Robin Schulz Remix)
- 2016 : A R I Z O N A - I Was Wrong (Robin Schulz Remix)
- 2016 : Gnash feat. Olivia O'Brien - I hate u, I love u (Robin Schulz Remix)
- 2016 : David K Feat. Yo-c - In Love (Robin Schulz Remix)
- 2017 : David Guetta feat. Justin Bieber - 2U (Robin Schulz Remix)
- 2017 : Dimitri Vegas & Like Mike vs. David Guetta feat. Kiiara - Complicated (Robin Schulz Remix)
- 2017 : Ed Sheeran - Perfect (Robin Schulz Remix)
- 2017 : CamelPhat & Elderbrook - Cola (Robin Schulz Remix)
- 2018 : Lauv - Chasing Fire (Robin Schulz Remix)
- 2018 : David Guetta & Sia - Flames (Robin Schulz Remix)
- 2018 : Bebe Rexha - I'm a Mess (Robin Schulz Remix)
- 2018 : U2 - Summer of Love (Robin Schulz Remix)
- 2018 : Nick Jonas vs Robin Schulz - Right Now (Robin Schulz VIP Remix)
- 2019 : Emin - Let Me Go (Robin Schulz Remix)
- 2019 : Calvin Harris & Rag'n'Bone Man - Giant (Robin Schulz Remix)
- 2019 : Dan + Shay - Tequila (Robin Schulz Remix)
- 2019 : Lilly Wood and the Prick - Prayer in C (5th Anniversary Remix)
- 2019 : Dennis Lloyd - Never Go Back (Robin Schulz Remix)
- 2019 : Plüm - Old Love (Robin Schulz Remix)
- 2019 : Gims & Maluma - Hola Señorita (Robin Schulz Remix)
- 2019 : LUM!X & Gabry Ponte - Monster (Robin Schulz Remix)
- 2020 : David Guetta & Sia - Let's Love (Robin Schulz Remix)
- 2020 : Ofenbach & Quarterhead feat. Norma Jean Martine - Head Shoulders Knees & Toes (Robin Schulz Remix)
- 2020 : Blackfield - Summer's Gone (Robin Schulz Remix)
- 2021 : Chico Rose feat. B-Case - Do It Like Me (Robin Schulz Remix)
- 2021 : Wave Wave feat. Marigo Bay - Coming Down (Robin Schulz Remix)
- 2021 : Shouse - Love Tonight (Robin Schulz Remix)
- 2021 : Farruko - Pepas (Robin Schulz Remix)
- 2021 : Robin Schulz & Dennis Lloyd - Young Right Now (Robin Schulz VIP Mix)
- 2022 : Tiësto & Ava Max - The Motto (Robin Schulz Remix)
- 2022 : Burns - Talamanca (Robin Schulz Remix)
- 2022 : Sorana & David Guetta - RedruM (Robin Schulz Remix)
- 2022 : Topic & Robin Schulz & Nico Santos & Paul van Dyk - In Your Arms (For an Angel) (Robin Schulz VIP Mix)
- 2022 : Kungs - Clap Your Hands (Robin Schulz Remix)
- 2022 : Teqkoi & Aiko - You Broke My Heart Again (Robin Schulz Remix)
- 2023 : Jax Jones feat. Calum Scott - Whistle (Robin Schulz Remix)
- 2023 : Henri PFR & Wave Wave - Juliet (Robin Schulz Remix)
- 2023 : Take That feat. Calum Scott - Greatest Day (Robin Schulz Rework)
- 2023 : David Guetta & Anne-Marie & Coi Leray - Baby Don't Hurt Me (Robin Schulz Remix)
- 2023 : Meduza feat. Sam Tomkins & Em Beihold - Phone (Robin Schulz Remix)
- 2023 : Robin Schulz & Rita Ora & Tiago PZK - I'll Be There (VIP Mix)
- 2023 : Cher - DJ Play a Christmas Song (Robin Schulz Remix)
- 2024 : Morgenshtern - Последняя любовь (Robin Schulz Remix)